# Biskupice (gmina)
Biskupice (do 1954 gmina Trąbki) – polska gmina typu wiejskiego.
Gmina położona jest w powiecie wielickim w województwie małopolskim. W latach 1975–1998 należała administracyjnie do województwa krakowskiego.
Siedzibą gminy od 1 stycznia 2012 są Tomaszkowice. Do końca 2011 roku oficjalną siedzibą były Trąbki (sama gmina bierze swoją nazwę od wsi Biskupice).
Gmina Biskupice jest położona na terenie Pogórza Wielickiego, 20 km od centrum Krakowa. Przez teren gminy przebiegają drogi krajowe w tym międzynarodowa trasa Kraków – Medyka.
Z przekazów historycznych wiadomo, że prawie wszystkie wsie gminy istniały już w XII w., a ich ludność zajmowała się wyrębem lasów, pasterstwem, rolnictwem oraz warzeniem soli.
Obecnie przeważają niewielkie gospodarstwa rolne i hodowlane. Znaczna część mieszkańców pracuje w Krakowie.

## Sołectwa
Biskupice, Bodzanów, Jawczyce, Łazany, Przebieczany, Sławkowice, Sułów, Szczygłów, Tomaszkowice, Trąbki, Zabłocie, Zborówek.

## Sąsiednie gminy
Gdów, Niepołomice, Wieliczka

## Położenie

### Położenie geograficzne

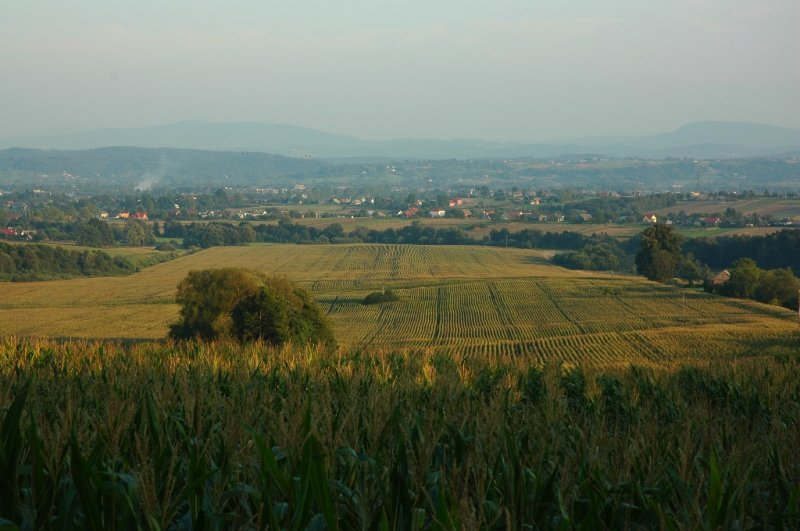
Widok na Beskidy

Gmina Biskupice położona jest na wschodnim obszarze Pogórza Wielickiego, w dorzeczu Raby (wsie w centralnej i południowej części gminy) i Wisły (w północnej części). Południowo-wschodnią granicę gminy zakreśla dolina Raby, północną dolina Wisły, zachodnią wzniesienia Pogórza Wielickiego. Najwyższe wzniesienie to Biskupice – Sułów 411 m n.p.m., najniższe Zabłocie 250 m n.p.m. Głównym ciekiem jest potok zwany „Królewskim”, który bierze swój początek na wschodnich połaciach wzgórz Biskupic, płynąc przez Szczygłów, Zabłocie, Surówki wpada do Raby w Pierzchowie, wsi należącej do gminy Gdów.
Gmina należy do Powiatu Wielickiego i położona jest około 20 km na południowy wschód od Krakowa. Przez jej obszar przebiega droga (Kraków – Przemyśl – Medyka), krajowa nr 4 (Kraków – Bochnia), wojewódzka nr 966 (Wieliczka – Tymowa) oraz drogi powiatowe i gminne. Dzięki dobrze rozwiniętej sieci dróg, dojazd w dowolne miejsce gminny nie stwarza żadnych problemów.

### Położenie geograficzne i morfologia
Gmina Biskupice leży w obrębie dwóch makroregionów geomorfologicznych: Kotliny Sandomierskiej (noszącej w tej części nazwę: Wysoczyzny Wielicko-Gdowskiej, północno-wschodnia część gminy) i Karpat Zewnętrznych (Pogórza Wielickiego, część południowo-zachodnia). Granica pomiędzy tymi jednostkami przebiega wzdłuż drogi Wieliczka-Gdów; od północno-zachodniej granicy gminy do Łazan. Stąd w kierunku południowym, wzdłuż drogi na Sławkowice i Niżową. Wysoczyznę Wielicko-Gdowską tworzą łagodne garby o wyrównanych wierzchowinach, rozcięte rozległymi płaskodennymi dolinami. Ich stoki modelowane są przez współcześnie zachodzące procesy geomorfologiczne; erozyjne (erozja wodna), lokalnie ruchy masowe (Trąbki, Darczyce).
Pogórze Wielickie od Wysoczyzny Wielicko-Gdowskiej oddziela wyraźny (o wysokości względnej 60 do 100 m) próg. Pogórze charakteryzują nieco śmielsze formy morfologiczne, spadki na zboczach sięgają 20%. Podobnie jak na wysoczyźnie wierzchowinę rozcinają wąskie płaskodenne doliny. Boczne dolinki mają charakter parowów, wądołów i wciosów. Również w obrębie pogórza obserwuje się intensywnie zachodzące współcześnie procesy geomorfologiczne. Stoki modelowane są przez spłukiwanie. Częściej też występują ruchy masowe (w szczególności na wychodniach łupków kredowych, które w warunkach silnego nawodnienia gruntu tworzą dobre płaszczyzny poślizgu).

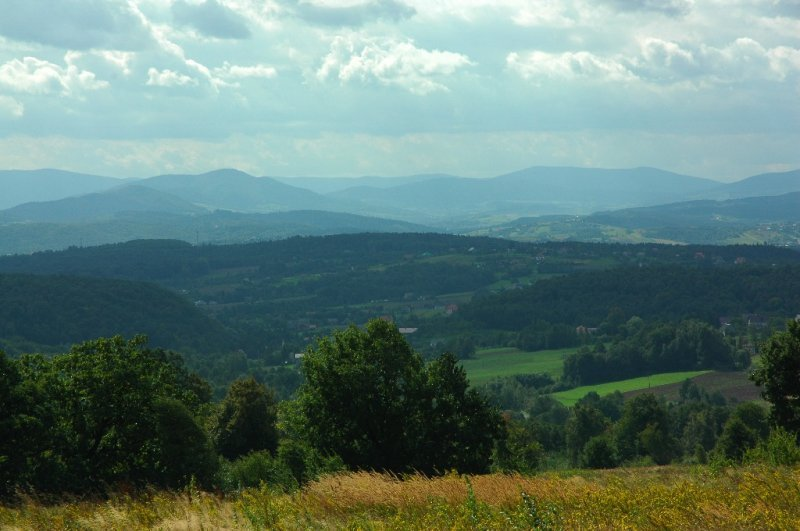
Widok na Beskidy w Gminie Biskupice

### Budowa geologiczna
Wysoczyzna Wielicko-Gdowska leży w obrębie tektonicznego zapadliska przedkarpackiego, wypełnionego sfałdowanymi osadami miocenu o miąższości przekraczającej kilkaset metrów. Reprezentują je w części południowej wysoczyzny; iły i iłołupki z przewarstwieniami mułków i piasków, oraz piaskowce warstw grabowieckich, w północnej; iły, iłowce i mułowce warstw chodenickich. Pogórze Wielickie budują utwory fliszowe dolno- i górnokredowych warstw grodziskich, kredowych łupków wierzowskich oraz eoceńskich łupków pstrych, margli, łupków i piaskowców warstw hierogloifowych. Utwory podłoża niemal na całej powierzchni okrywa kilku, kilkunastometrowa warstwa utworów czwartorzędowych wykształconych w postaci glin pylastych, glin i pyłów, twardoplastycznych i półzwartych. Lokalnie na stokach o nachyleniu powyżej 20% występują zwietrzeliny i rumosze skał fliszowych. Utwory te stanowią średnio dobre podłoże budowlane. Poważniejsze problemy związane z posadowieniem obiektów inżynierskich stwarzają zagrożenia ze strony ruchów grawitacyjnych (osuwisk).

## Demografia
Powierzchnia gminy wynosi 41,0 km², zamieszkuje ją 9203 mieszkańców, w tym 4714 kobiet oraz 4489 mężczyzn (stan na 30 czerwca 2011 r.).
Średnia gęstość zaludnienia w Gminie Biskupice wynosi 216 os./km² (średnia gęstość zaludnienia w powiecie wielickim wynosi 266 os./km², natomiast w województwie małopolskim – 214 os./km²).

### Liczba Ludności
- 1996 – 7 967
- 1997 – 8 021
- 1998 – 8 080
- 1999 – 8 215
- 2000 – 8 321
- 2001 – 8 398
- 2002 – 8 462
- 2003 – 8 523
- 2004 – 8 572
- 2005 – 8 633
- 2006 – 8 694
- 2007 – 8 738
- 2008 – 8 847
- 2009 – 8 986
- 2010 – 9 121
- 2011 – 9 347
- 2012 – 9 479
- 2013 – 9 624
- 2014 – 9 744
- 2015 – 9 872
- 2016 – 10 014
- 2017 – 10 185
- 2018 – 10 330
- 2019 – 10 450
- 2020 – 10 556
- 2021 – 10 664
- 2022 – 11 557
- 2023 – 11 655
- 2024 – 11 842

- Piramida wieku mieszkańców gminy Biskupice w 2014 roku[1].

## Historia
Biskupice swój rodowód wywodzą ze starożytności. Jednym z pierwszych dokumentów, w którym mowa o wsi należącej do gminy, jest zapis związany z organizacją parafii wielickiej w 1044r. przez Benedyktynów z Tyńca.
Rejon gminy Biskupice zasiedlony był co najmniej 700 lat przed naszą erą głównie przez ludy celtyckie przybyłe tu z południowego zachodu Europy. Wykopaliska na Bukowej Górze w Biskupicach dowiodły, że już w epoce brązu istniał tu gród obronny. Jeszcze obecnie można dopatrzyć się pozostałości kolistych wałów i innych urządzeń obronnych. Istnienie tego grodu obronnego dowodzi, że już w okresie brązu było tu kogo i czego bronić. Nawet dziś zauważyć można pozostałości prehistorycznego grodziska z okresu kultury łużyckiej (VII w. p.n.e.).
W XII wieku w Przebieczanach istniał szyb solny stanowiący własność zakonu Bożogrobców z Miechowa. W Biskupicach w średniowieczu istniał kamieniołom zwany „księżym”, jednak na zakup kamienia pozwolić sobie mogli tylko zamożniejsi jak np. dzierżawcy kopalni soli w Wieliczce, którzy istniejący do dziś Zamek Żupny w Wieliczce wybudowali wyłącznie z tego kamienia.

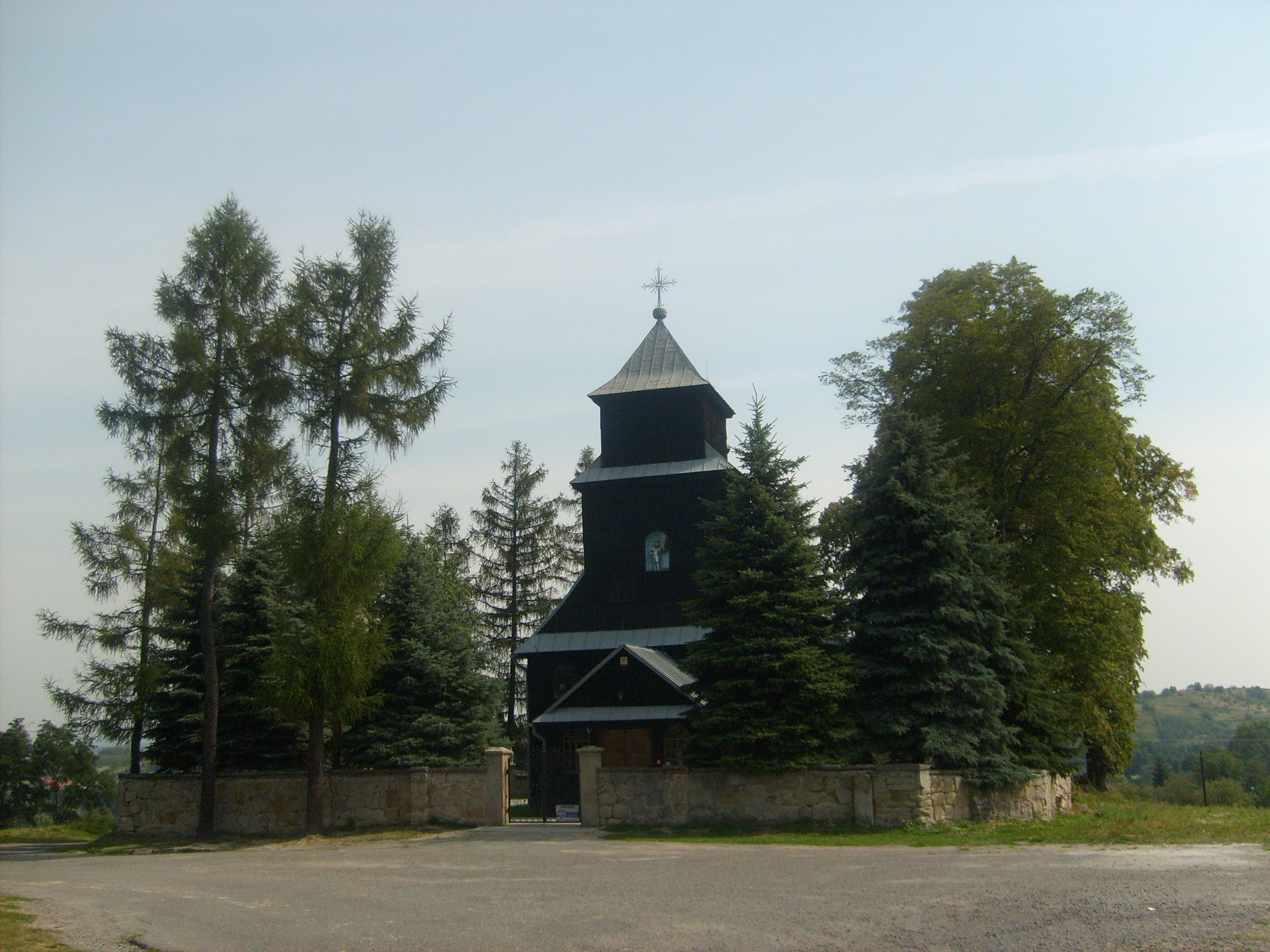
Kościół w Bodzanowie pw. świętych apostołów Piotra i Pawła

## Zabytki
- Zabytkowy drewniany Kościół z XVIII wieku pod wezwaniem św. apostołów Piotra i Pawła w Bodzanowie
- Kościół parafialny pw. św. Marcina w Biskupicach
- Klasycystyczny dwór w Łazanach
- Prehistoryczne cmentarzysko oraz osada w Biskupicach
- Kurhany w Jawczycach

## Turystyka
Swoisty podbeskidzki krajobraz pogórza Wielickiego jest bardzo atrakcyjny. O ich turystyczno-rekreacyjnych walorach decydują zarówno rozległe, widokowe wzniesienia w rejonie Biskupic jak też malownicze, z pełnymi uroku dolinkami, kompleksy leśne. Gęsta sieć dróg ułatwia rowerowe wędrówki, choć na przemian „góry” i strome zjazdy w doliny dają znać, że to Pogórze. Na zainteresowanie turystów tym terenem wpływa również oddalenie od ośrodków przemysłowych pozwalające na zachowanie czystego powietrza oraz różnorodnej fauny i flory. Z racji położenia Gmina Biskupice spełnia również rolę bazy wypadowej. Obok urozmaiconego terenu znajdują się także atrakcje dla miłośników historii, zabytkowe kościoły, dwory i zabytki architektury drewnianej.

## Oświata
- Szkoła Podstawowa im. Królowej Jadwigi w Biskupicach
- Szkoła Podstawowa im. Wojska Polskiego w Bodzanowie
- Szkoła Podstawowa im. Marii Konopnickiej w Łazanach
- Szkoła Podstawowa im. Tadeusza Kościuszki w Przebieczanach
- Publiczna Szkoła Podstawowa im. Bł. O. Narcyza Turchana w Trąbkach
- Przedszkole Samorządowe w Biskupicach
- Przedszkole Samorządowe w Trąbkach

## Kultura
- Biblioteka Publiczna Gminy Biskupice im. Antoniego Pajdaka

W 1956 roku w Biskupicach został założony punkt biblioteczny w budynku szkolnym. W 1959 roku punkt biblioteczny został poszerzony i powstała Gromadzka Biblioteka Publiczna. Stan księgozbioru w chwili założenia wynosił 700 woluminów. W 1973 roku Biblioteka Gromadzka zmieniła nazwę na Bibliotekę Publiczną Gminy Biskupice.
31 marca 2006 r. Rada Gminy podjęła uchwałę o nadaniu bibliotece imienia Antoniego Pajdaka. W niedzielę 7 kwietnia 2006 roku przy szkole podstawowej został odsłonięty pomnik Antoniego Pajdaka, który został patronem biblioteki.
- Orkiestra Dęta Gminy Biskupice
- Orkiestra Dęta OSP Biskupice
- Zespół Tańca Regionalnego Łazany

## Pomoc społeczna
- Gminny Ośrodek Pomocy Społecznej w Biskupicach
- Środowiskowy Dom Samopomocy w Tomaszkowicach

## Gospodarka

### Rolnictwo
Gmina Biskupice ma charakter rolniczy: ok. 87% jej powierzchni stanowią użytki rolne (3579,66 ha), natomiast 9,6% (393 ha) zajmują lasy.
W strukturze użytków rolnych dominują grunty orne, zajmując powierzchnię 2816,77 ha, co stanowi 79% użytków rolnych, natomiast łąki i pastwiska obejmują łącznie 762,89 ha (21%).
Na terenie gminy Biskupice przeważają gleby klas II i III.
Największym zagrożeniem gleb w gminie Biskupice jest erozja, w tym erozja wietrzna. Erozja to szczególnie destrukcyjne zjawisko, wywołujące duże straty w rolnictwie oraz w gospodarce wodnej. Występuje ona w stopniu bardzo silnym we wsi Sułów (erozja wąwozowa), w stopniu silnym we wsiach Przebieczany, Bodzanów i Trąbki.
Drugim niekorzystnym zjawiskiem dla rozwoju rolnictwa w gminie jest nadmierne rozdrobnienie gospodarstw oraz duży udział działek rolniczych, tj. obszarów poniżej 1,0 ha. W chwili obecnej ich liczba wynosi 505.

### Leśnictwo
Gminę Biskupice charakteryzuje słaby poziom zalesienia. Lasy i grunty leśne obejmują łącznie ok. 393 ha, tj. zaledwie 9,6% całego obszaru gminy. Najwięcej lasów występuje we wsi Biskupice – ok. 113 ha oraz Jawczyce – ok. 75 ha. Najmniej we wsi Zabłocie.

### Usługi
W zakresie usług komercyjnych największa koncentracja podmiotów gospodarczych w obrębie gminy dotyczy miejscowości położonych wzdłuż drogi Kraków – Tarnów – Bodzanowa i Przebieczan oraz miejscowości Trąbki i Łazany. Rozwój usług komercyjnych charakteryzuje się przyrostem ilości podmiotów trudniących się handlem (detalicznym, hurtowym, obwoźnym), rozwojem gastronomii (nastawionej nie tylko na obsługę mieszkańców gminy, ale równiej terenów sąsiednich), wzroście liczby usług związanych z budownictwem, rzemiosłem i transportem. W gminie Biskupice 30 czerwca 2010 r. funkcjonowały 483 przedsiębiorstwa.

## Infrastruktura

### Zaopatrzenie w wodę
Słabe warunki hydrologiczno – hydrogeologiczne sprawiły, iż przy braku własnych zasobów wody – jedyne źródło wody pitnej dla mieszkańców Gminy Biskupice stanowi zakup wody z wodociągów gmin ościennych.
Aktualnie cały obszar gminy został pokryty siecią wodociągów zbiorczych, dla których głównym źródłem wody są wodociągi gmina Wieliczka i gmina Gdów oraz w jednym przypadku gmina Niepołomice.
Na obszarze gminy Biskupice funkcjonują następujące wodociągi zbiorcze:
- Wodociąg grupowy „Przebieczany – Bodzanów – Szczygłów – Zabłocie – Tomaszkowice”
- Wodociąg „Biskupice – Sułów”
- Wodociąg „Sławkowice I”
- Wodociąg „Sławkowice II”
- Wodociąg „Jawczyce”
- Wodociąg „Surówki”
- Wodociąg „Kawki”
- Wodociąg „Trąbki – Łazany”

Łączna długość sieci wodociągowej wynosi 99 327 m

### Zaopatrzenie w gaz
Na terenie gminy zlokalizowane są sieci i urządzenia gazowe wysokiego ciśnienia:
- gazociąg wysokiego ciśnienia ø 80 CN 6,3 MPa relacji Węgrzce Wielkie – Przebieczany – Raciborsko,
- stacja redukcyjno-pomiarowa I° w Przebieczanach,

Zaopatrzenie w gaz odbywa się poprzez sieć gazową średniego ciśnienia, która doprowadza gaz do wszystkich sołectw gminy. Źródłem zasilania w gaz (z wyjątkiem wsi Bodzanów) jest stacja redukcyjno-pomiarowa I° w Przebieczanach. Miejscowość Bodzanów zasilana jest ze stacji redukcyjno – pomiarowej I° w Staniątkach (poza terenem gminy).

Główne gazociągi średniego ciśnienia:
- gazociąg ø100-80-90PE przebiegający od stacji redukcyjno-pomiarowej I°

w Przebieczanach poprzez wsie Biskupice, Trąbki i Łazany w kierunku gminy Gdów,
- gazociąg ø 80-90PE przez Biskupice i dalej wzdłuż drogi do Chorągwicy.

### Elektroenergetyka
Na terenie gminy zlokalizowana jest napowietrzna jednotorowa linia elektroenergetyczna 110 kV relacji GPZ Niepołomice – GPZ Wieliczka. Zaopatrzenie w energię elektryczną odbywa się poprzez sieć średniego napięcia 15 kV oraz stacje transformatorowe SN/nn. Źródła zasilania w energię elektryczną są zlokalizowane poza obszarem gminy, jest to stacja GPZ 110/SN Wieliczka oraz RS w Gdowie. Sieci elektroenergetyczne niemal w całości wykonane są jako napowietrzne. Poszczególni odbiorcy zaopatrywani są w energię elektryczną ze stacji transformatorowych SN/nn. Stacje transformatorowe w wykonaniu napowietrznym wyposażone są w jednostki transformatorowe o mocy od 50 do 250 kVA.

Zlokalizowane na terenie gminy linie elektroenergetyczne stwarzają ograniczenia urbanistyczne. Należy zachować przewidziane przepisami odrębnymi odległości zabudowy od linii elektroenergetycznych:
- dla linii napowietrznej 110 kV – strefa ograniczonego użytkowania wynosi 14,5 m od skrajnego przewodu linii, łącznie 35 m licząc po 17,5 m od osi linii,
- dla linii napowietrznej 15 kV – strefa ograniczonego użytkowania wynosi 5 m od skrajnych przewodów z każdej strony linii, łącznie 16 m licząc po 8 m od osi linii.

### Telekomunikacja
Obsługujące obszar gminy centrale telefoniczne zlokalizowane są w Wieliczce, Gdowie, Trąbkach i Biskupicach. Na obszarze gminy istnieje sieć teletechniczna magistralna i rozdzielcza. Sieci teletechniczne przebiegają wzdłuż dróg i są sieciami napowietrznymi. Obszar gminy objęty jest zasięgiem obsługi telefonii bezprzewodowej.

## Sieć drogowa
Ogółem długość dróg gminnych na terenie gminy Biskupice wynosi 64,674 km, w tym:
- drogi lokalne mają długość 18,74 km,
- drogi dojazdowe mają długość 45,934 km,

Drogi gminne posiadają nawierzchnię utwardzoną na długości 53,454 km, w tym nawierzchnię ulepszoną (bitumowaną) na długości 41,187 km.

### Drogi krajowe
Droga krajowa (Kraków – Bochnia) nr 94 o długości na terenie gminy – około 4,8 km – nawierzchnia twarda – asfaltowa

### Drogi wojewódzkie
Droga wojewódzka (Wieliczka – Tymowa) nr 966 o długości na terenie gminy – około 8,4 km – nawierzchnia twarda asfaltowa.

### Drogi powiatowe
Łączna długość dróg powiatowych wynosi 20,3 km, w tym:
| Nr    | Odcinek                      | Długość |
| ----- | ---------------------------- | ------- |
| 18201 | Sułków – Tomaszkowice        | 0,4 km  |
| 18202 | Zakrzów – Bodzanów           | 1,9 km  |
| 18206 | Biskupice – Łężkowice        | 5,6 km  |
| 18207 | Trąbki – Niegowić            | 3,7 km  |
| 18208 | Łazany – Sławkowice – Liplas | 2,6 km  |
| 18209 | Chorągwica – Sułów           | 1,8 km  |
| 18210 | Biskupice – Dobranowice      | 4,3 km  |

### Drogi gminne
Ogółem długość dróg gminnych na terenie gminy Biskupice wynosi 64,674 km, w tym:
- drogi lokalne mają długość 18,74 km,
- drogi dojazdowe mają długość 45,934 km,

Drogi gminne posiadają nawierzchnię utwardzoną na długości 53,454 km, w tym nawierzchnię ulepszoną (bitumowaną) na długości 41,187 km.